# アナ☆ログ
『アナ☆ログ』（アナログ）は、フジテレビジョンで2007年10月21日から2008年9月28日まで、毎週日曜深夜枠「サンパラ」で放送されていた深夜番組。

## 概要
- 番組タイトルの由来は、「フジテレビアナウンサーのログ」を縮めたもので、地上アナログテレビ放送とは無関係[1]。
- MC（司会）は週代わりでタレントが務める。
- フジテレビアナウンサーが1人でデジタルビデオカメラ取材を行う「ひとりでアナ☆レポ」のコーナー（HD未対応）がある。
- 地上デジタル放送対応、ハイビジョン制作で放送している。（一部VTRなどでは未対応）
- なお2008年春ごろまでは、番組冒頭にモノクロ時代のフジテレビID（富士山をバックにしたもの）が流れていた。
- 出演アナウンサーは、上から「FUJI TELEVISION <HPのプロフィール写真><名前> 入社○年目」と出る（ニッポン放送から移籍の場合は通算）。
- 2008年9月28日をもって放送終了、後継番組は『アナ★バン!』。[2]。

## ネット局
| 放送対象地域   | 放送局         | 放送日時                 | 遅れ       |
| -------------- | -------------- | ------------------------ | ---------- |
| 関東広域圏     | フジテレビ     | 日曜 24時35分 - 25時00分 | 制作局     |
| 福島県         | 福島テレビ     | 日曜 24時35分 - 25時00分 | 同時ネット |
| 新潟県         | 新潟総合テレビ | 日曜 24時35分 - 25時00分 | 同時ネット |
| 福井県         | 福井テレビ     | 日曜 24時35分 - 25時00分 | 同時ネット |
| 長野県         | 長野放送       | 日曜 24時35分 - 25時00分 | 同時ネット |
| 岡山県・香川県 | 岡山放送       | 日曜 24時35分 - 25時00分 | 同時ネット |
| 広島県         | テレビ新広島   | 日曜 24時35分 - 25時00分 | 同時ネット |
| 北海道         | 北海道文化放送 | 日曜 06時30分 - 06時55分 | 14日遅れ   |
| 沖縄県         | 沖縄テレビ     | 日曜 24時25分 - 24時50分 | 2ヶ月遅れ  |

- 北海道文化放送は当初は7日遅れだったが、「FNSの日」で1週放送を休止したため14日遅れに拡大。但し、2008年1月6日放送分は同時ネット。2008年9月28日放送分（最終回）は10月12日6時15分 - 6時40分に放送した。
- 過去には仙台放送・テレビ宮崎でも放送されていた。
- 2008年4月からすぽると!の放送時間拡大に伴い、放送時間が10分繰り下げられた。
- 2008年6月8日の放送は、秋田テレビと岩手めんこいテレビでも同時ネットされた。
- 基本的に同時ネット局は、24時35分 - 25時00分の放送だが、アナ☆ログの前にF1中継などがあると休止もしくは深夜2時近くに放送することもある。
- 高知さんさんテレビでは不定期に放送されている。

## 出演者

### レギュラー出演者/アシスタント
- メインMC
  - 週代わりのゲストが担当
- アシスタント
  - 大島由香里（ナレーターも担当）

#### ゲストMC
- MCは、週代わり変更になる。しかし、幾つか2週連続の放送にMCとして参加した者もいる。
- 下記の出演MCは、現在までに週代わりMCをした人物の一覧である（五十音順）。
- また、下記のようにゲストMCは芸人が多い。

ゲストMCをした人物
- 有吉弘行 2008年5月18日、2008年5月25日、2008年6月22日
- おぎやはぎ（小木博明、矢作兼）2007年12月2日
- ガレッジセール（川田広樹、ゴリ）2008年6月1日、2008年6月15日
- カンニング竹山 2007年12月9日
- くりぃむしちゅー（上田晋也、有田哲平）2008年8月12日
- ケンドーコバヤシ 2008年6月29日、2008年7月6日
- 品川庄司（品川祐、庄司智春）2007年12月16日
- 関根勤 2008年7月13日、2008年7月20日
- タカアンドトシ（タカ、トシ）2007年10月21日
- 高田純次 2008年7月13日、2008年7月20日
- 千原ジュニア（千原兄弟）2007年11月25日、2008年8月3日、2008年8月10日
- チュートリアル（徳井義実、福田充徳）2008年03月16日
- 髭男爵（山田ルイ53世、ひぐち君）2008年7月27日
- ビビる大木 2008年1月27日
- フットボールアワー（岩尾望、後藤輝基）2008年1月13日
- ブラックマヨネーズ（吉田敬、小杉竜一）2007年11月11日
- ますだおかだ（増田英彦、岡田圭右）2008年4月13日、2008年04月20日、2008年5月4日、2008年5月11日
  - 岡田のみの出演も2008年2月3日にあり
- 山ちゃん（南海キャンディーズ）2007年10月28日、2007年11月4日
- 山崎弘也（アンタッチャブル）2008年2月24日、2008年3月9日、2008年8月24日、2008年8月31日
- よゐこ（有野晋哉、濱口優）2008年1月6日

### 出演アナウンサー
- 出演アナウンサーについては、男女合わせて10名程となっている。大抵は男性アナ2 - 3名（若手1 - 2名とベテラン1名）、女性アナ7 - 8名となっている。
- 下記のアナウンサーは現在までの放送に出演したアナウンサーである。
- #は後述の2008年8月12日の「アナ☆ログSP」以外の出演経験がないアナウンサー。
- VTRのみの出演も含む。
- ※はニッポン放送より移籍。

#### 男性
- 須田哲夫#
- 堺正幸
- 福井謙二
- 塚越孝※#
- 小野浩慈※#
- 向坂樹興
- 松元真一郎※#
- 牧原俊幸
- 桜庭亮平※
- 川端健嗣
- 軽部真一
- 三宅正治
- 笠井信輔
- 塩原恒夫#
- 青嶋達也
- 境鶴丸
- 野島卓
- 長坂哲夫#
- 吉田伸男#
- 福原直英#
- 奥寺健#
- 伊藤利尋
- 森昭一郎
- 竹下陽平#
- 西岡孝洋#
- 福永一茂※
- 長谷川豊
- 森下知哉#
- 渡辺和洋
- 田中大貴#
- 鈴木芳彦※#
- 倉田大誠
- 田淵裕章#
- 小穴浩司
- 中村光宏

#### 女性
- 益田由美#
- 松尾紀子（アドバイザー担当）
- 吉崎典子
- 阿部知代
- 佐藤里佳（アドバイザー担当）
- 木幡美子#
- 田代尚子
- 田代優美※
- 川野良子※
- 武田祐子
- 高木広子
- 佐々木恭子
- 藤村さおり
- 春日由実
- 島田彩夏
- 山本麻祐子※
- 梅津弥英子
- 高島彩
- 森本さやか
- 冨田憲子※
- 中野美奈子
- 中村仁美
- 石本沙織
- 戸部洋子
- 長野翼
- 斉藤舞子
- 高橋真麻
- 平井理央
- 宮瀬茉祐子
- 遠藤玲子
- 本田朋子
- 松尾翠
- 秋元優里#
- 生野陽子

佐野瑞樹アナはニューヨーク支局勤務のため、西山喜久恵アナは産休中（当時）のために出演していない。

## 放送内容・アナウンサー出演内容

### 2007年放送
- 10月21日 　高島、中野、渡辺、平井、本田、長谷川、冨田、佐藤、松尾紀、堺
- 10月28日 　高島、中野、平井、長谷川、冨田、島田、松尾紀、牧原
- 11月4日 　高島、中野、平井、長谷川、冨田、島田、松尾紀、牧原
- 11月11日 　本田、中村仁、斉藤、高橋、宮瀬、長谷川、冨田、田代尚、桜庭、牧原
- 11月25日 　中野、松尾翠、石本、高橋、遠藤、藤村、野島、田代尚、田代優、桜庭
- 12月2日 　渡辺、中村仁、松尾翠、戸部、小穴、武田、川野、阿部、桜庭
- 12月9日 　高島、中村仁、斉藤、遠藤、小穴、冨田、山本、高木、田代尚、阿部、川端、桜庭、牧原
- 12月16日 　平井、中村仁、斉藤、高橋、中村光、生野、山本、高木、川野、田代優、牧原
- 12月23日 　未公開放送スペシャル

### 2008年放送
- 1月6日 　　平井、本田、松尾翠、高橋、小穴、中村光、冨田、高木、田代尚、福井
- 1月13日 　平井、中村仁、石本、宮瀬、小穴、中村光、島田、福永、高木、田代優、牧原
- 1月27日 　平井、中村仁、宮瀬、中村光、梅津、山本、春日、高木、田代優、牧原
- 2月3日 　平井、松尾翠、戸部、中村光、梅津、島田、春日、福永、田代優、三宅
- 2月10日 　本田アナのゆりかもめ車内アナウンス体験完全版
- 2月24日 　高島、中野、本田、石本、高橋、小穴、中村光、島田、田代優、堺
- 3月9日 　高島、中野、本田、石本、高橋、小穴、中村光、島田、田代優、堺
- 3月16日 　高島、中野、渡辺、本田、遠藤、小穴、佐々木、藤村、笠井、吉崎
- 4月13日 　渡辺、平井、中村仁、石本、高橋、遠藤、中村光、生野、春日、佐々木
- 4月20日 　渡辺、平井、中村仁、石本、高橋、遠藤、中村光、生野、春日、佐々木
- 4月27日 　しゃべりすぎちゃいましたスペシャル
- 5月4日 　渡辺、平井、中村仁、石本、高橋、遠藤、中村光、生野、春日、佐々木
- 5月11日 　親に生電話スペシャル完全版
- 5月18日 　松尾翠、石本、戸部、斉藤、高橋、遠藤、島田、伊藤、武田、牧原
- 5月25日 　松尾翠、石本、戸部、斉藤、高橋、遠藤、島田、伊藤、武田、牧原
- 6月1日 　高島、中野、松尾翠、高橋、生野、冨田、藤村、福永、境、阿部、牧原
- 6月8日 　松尾翠アナのアナ☆ログディレクター体験
- 6月15日 　高島、中野、松尾翠、高橋、生野、冨田、藤村、福永、境、阿部、牧原
- 6月22日 　松尾翠、石本、戸部、斉藤、高橋、遠藤、島田、伊藤、武田、牧原
- 6月29日 　高島、平井、本田、高橋、遠藤、中村光、冨田、藤村、軽部、吉崎
- 7月6日 　高島、平井、本田、高橋、遠藤、中村光、冨田、藤村、高木、軽部、吉崎、牧原
- 7月13日 　渡辺、平井、本田、石本、高橋、中村光、生野、山本、高木、田代尚
- 7月20日 　関根&高田との未公開トーク
- 7月27日 　渡辺、平井、本田、石本、高橋、中村光、生野、山本、高木、田代尚
- 8月3日 　平井、長野、斉藤、高橋、宮瀬、生野、森本、倉田、福永、佐々木、森、川端、田代尚、吉崎、桜庭、牧原、福井
- 8月10日 　平井、斉藤、高橋、生野、倉田、福永、佐々木、森、川端、吉崎、桜庭、牧原
- 8月12日 　フジテレビアナウンサー全員出演
- 8月17日 　松尾翠アナのアナ☆ログディレクター体験 その2
- 8月24日 　本田、松尾翠、遠藤、斉藤、中村光、生野、森本、佐々木、牧原、向坂
- 8月31日 　本田、松尾翠、遠藤、斉藤、中村光、生野、森本、佐々木、牧原、向坂、松尾紀
- 9月14日 　松尾翠アナ&大島アナのアナ☆ログディレクター体験 その3
- 9月28日 　ひとりでアナ☆レポ 完全版

## 主なコーナー
- スタジオトーク
  - 毎回、ゲストがアナウンサーに聞きたいことを考えてきてもらっている。その内容をもとにアナウンサーとのトークが始まる。
    - 2007年10月21日 「今だから言える失敗は?」（タカトシ）
    - 2007年10月28日 「自分の器が小さいと思う瞬間」（山ちゃん）※2週に分けて放送
    - 2007年11月11日 「思わず好きになる異性の仕草」（ブラマヨ）
    - 2007年11月25日 「アナウンサーになっても辞められないこと」（ジュニア）
    - 2007年12月3日　「これだけは誰にも負けない私の特技」（おぎやはぎ）
    - 2007年12月9日　「芸能人に聞きたいこと」（竹山）
    - 2007年12月16日 「私だけの宝物」（品庄）
    - 2008年1月6日　「グルメレポートどうしてますか?」（よゐこ）
    - 2008年1月13日 「理想のプロポーズ」（フット）
    - 2008年1月27日 「アナウンサーこだわりの夜食」（大木）
    - 2008年2月3日　「アナウンサーが出されたくないクイズ」（岡田）
    - 2008年2月17日 「アナウンサー歌がうまい王座決定戦」（山崎）※2週に分けて放送
    - 2008年3月16日 「アナウンサーがアナウンサーに聞きたいこと」（チュート）
    - 2008年4月13日 「親に謝りたかったこと」（ますおか）※3週に分けて放送
    - 2008年5月17日 「周りに隠していたマニアな知識」（有吉）※3週に分けて放送
    - 2008年6月1日　「理想のプロポーズ その2」（ガレッジ）
    - 2008年6月15日 「アナウンサーこだわりの夜食 その2」（ガレッジ）
    - 2008年6月29日 「周りから理解されないけど好きなこと」（ケンコバ）※2週に分けて放送
    - 2008年7月13日 「私が克服したいこと」（関根・高田）
    - 2008年7月27日 「個人的にリポートしたいこと」（髭男爵）
    - 2008年8月3日　「男子アナVS女子アナ 前座」（ジュニア）※2週に分けて放送
    - 2008年8月12日 「男子アナVS女子アナ」（くりぃむ）
    - 2008年8月24日 「アナウンサー歌がうまい王座決定戦 お台場冒険王公開ライブSP」（山崎）※2週に分けて放送

- あめんぼ赤いなアナちん劇場
  - アナウンサーの人形劇。アナウンス室で起こることを歌と劇にしたもの。

（声：高島彩・中野美奈子）

- 今夜泣いてもいいですか
  - 出演アナウンサー本人が自分で紹介して自分で泣けるものを紹介する。
    - 松尾翠「きつねのおきゃくさま」（絵本）
    - 高橋真麻「恋するニワトリ」

- 初心忘るべからず
  - ゲストMCが出演アナウンサーの中から1名選び、その選んだアナウンサーのフジテレビに入社して最初の映像を放送し、初心に帰ってもらうコーナー。
    - 高島彩
    - 中野美奈子
    - 中村仁美
    - 阿部知代
    - 高木広子

- アナ☆ログNEWS
  - アナウンス室で起こった出来事、アナウンサーの秘密などを『FNNスピーク』と同じようなパロディーで紹介する（オープニング・エンディングのBGMは先代のものをアレンジしたものだが、オープニング・エンディングを一新した2008年4月以降もそのまま流れている。尚背後のセットも『FNNスピーク』のセットを書き割りで表現してる）。各ニュース記事の後には牧原アナの一言がある。

出演：牧原俊幸（レギュラー）、武田祐子・高木広子・佐々木恭子・高橋真麻・本田朋子（5人の誰かが出演）

- アナウンサーが読みます
  - 2008年1月6日より開始。漫画の名シーンを数名のアナウンサーが漫画のキャラクターになりきり朗読する。

### ひとりでアナ☆レポ
- 毎回（休止の場合有）、フジテレビアナウンサーが1人でさまざまな職業などを体験するコーナー。もちろんスタッフはいないのでデジタルビデオカメラは自分で持ち、自分で撮影をする（VTR中はHD未対応）。

1. 本田朋子アナ（ゆりかもめ東京臨海新交通臨海線の車内アナウンス体験、2007年10月21日）
本田アナ中心に、フジテレビの女性アナウンサー16名（ゆりかもめの駅数と同じ）が各駅のアナウンスの収録を行った。車内アナウンスの担当駅とアナウンサーについては後述。なお、2008年2月10日の放送では、この模様のノーカットバージョンが放送された。
2. 平井理央アナ（某保育園で一日保育士体験、2007年10月28日）
平井アナが、埼玉県の某保育園のクラスの一日保育士として体験。
3. 斉藤舞子アナ（マザー牧場で一日飼育員体験、2007年12月9日）
斉藤アナが、千葉県にあるマザー牧場で一日飼育員として、羊の爪切り、餌やり、搾乳などを体験。
4. 生野陽子アナ（アニメ「ONE PIECE」で一日声優体験、2007年12月16日）
生野アナが「ONE PIECE」のアニメ中の実況アナウンサー役を体験。この模様は2007年12月23日の同アニメ内で放送。
5. 松尾翠アナ（雑誌「ムー」編集部員体験、2008年1月6日）
松尾アナの愛読書の「ムー」を発行している学習研究社編集部で校正、写真選び。飛鳥昭雄と東北地方某所で座敷童子を体験取材。
6. 松尾翠アナ（フジテレビ「アナ☆ログ」ディレクター体験 2008年6月8日）
松尾アナが、フジテレビの番組「アナ☆ログ」のディレクター体験。局内でサブの仕事、放送時間内のVTR編集、CM前のテロップ出しなどを体験。6月8日の放送はアナ☆レポのみ行った。スタジオトークなど無し。
7. 松尾翠アナ（フジテレビ「アナ☆ログSP」ディレクター体験 2008年8月17日）
松尾アナが、2008年8月12日放送「カスペ！アナ☆ログSP」の未公開映像のディレクター体験。放送時間内のVTR編集、CM前のテロップ出しなどを体験。スタジオトークなど無し。8月17日の放送はアナ☆レポと「アナウンサーが出されたくないクイズ」からは木佐彩子、内田恭子、千野志麻からの問題と「言いにくい言葉対決」の未公開シーンを放送した。
8. 松尾翠アナ・大島由香里アナ（フジテレビ「アナ☆ログ」ディレクター体験 2008年9月21日）
松尾アナと大島アナが、「アナ☆ログ」の総集編のディレクター体験。放送時間内のVTR編集、CM前のテロップ出しなどを体験。スタジオトークなど無し。9月21日の放送はアナ☆レポのみ。

## アナウンサー紅白歌合戦

### 2008年8月12日放送分
- 高島&中野「DREAMS COME TRUE：サンキュ」
- 牧原「郷ひろみ：GOLDFINGER'99」
- 本田&松尾翠「ピンク・レディー：UFO」
- 軽部&笠井「コブクロ：桜」
- 石本「宇多田ヒカル：Flavor of Life」
- 川端&中村光「サザンオールスターズ：TSUNAMI」

### 2008年8月24日放送分
- 本田&松尾翠「DJ OZMA：アゲ♂アゲ♂EVERY☆騎士」
- 牧原「郷ひろみ：GOLDFINGER'99」
- 佐々木「JITTERIN'JINN：夏祭り」
- 向坂「TUBE：あー夏休み」

### 2008年8月31日放送分
- 森本&斉藤&遠藤&生野「アイドリング!!!：ガンバレ乙女（笑）」
  - 歌の途中でアイドリング!!!の17人がバックダンサー&応援団として乱入出演した。
- 中村光&番組AD「羞恥心：羞恥心」
  - 本来は中村光の他に田中と小穴が歌う予定だったが、急遽来られなくなったためADが代理で歌った。
- 大島「石川さゆり：津軽海峡冬景色」

## アナ☆ログSP
2008年8月12日にカスペ枠で「アナ☆ログ特別編 フジテレビアナウンサー全員集合・女子アナVS男子アナ完全決着SP」を放送。フジテレビ開局初めてアナウンス部に所属しているアナウンサーが全員出演した。

### 収録
なお、これは元々プロ野球中継中止時の雨傘番組として2008年3月に収録されたものであるため、次のような点が見られた。
- 全アナウンサーのネームバッチの入社○年目が2007年度時点になっている（但し、テロップでは2008年度の年数に編集し、ナレーションも一部差し替えていた）。
- 2008年度新人アナウンサーの加藤綾子アナ、椿原慶子アナ、榎並大二郎アナは出演していない。
- 2008年1月に一時人事異動し、同年6月にアナウンス活動を再開した森昭一郎アナも出演していない。

### 内容
内容は「好きな日に一日休みが取れる権利」を賭けて男子アナチームと女子アナチームに分かれて戦った。
- 1回戦のクイズコーナーでは「アナウンサーが出されたくないクイズ」と題して往年のフジテレビアナウンサー（以下入社年から順に露木茂、山中秀樹、有賀さつき、中井美穂、八木亜希子、近藤サト、内田恭子、政井マヤ）とフジテレビの情報番組キャスター（大塚範一と小倉智昭）からそれぞれ個人自ら出題された問題に答えるというもの（ほとんど一般常識の問題であったのだが、全員正解は1回しかなかった）。
- 2回戦の「アナウンサー紅白歌合戦」では男女各3組ずつ自慢の熱唱を披露した。審査員は会場にいる一般人100人で、その中の一人に作詞家の秋元康の姿もあった。
- 2回戦が終わり、1勝1敗になったため、男女の代表者である中村光宏アナ、生野陽子アナがジャンケンを行い、勝った女子アナチーム全員が休みを1日、希望する日に取れることになった。
- 1、2回戦の間には「アナ☆ログ」で過去に放送された「名場面集ベスト10」が紹介された。

この収録では6時間以上の長丁場であるため、当然のことながら生放送番組出演や取材のため収録を抜けているアナウンサーもいる。特に『FNNスーパーニュース』の担当アナウンサー（須田・長野・森下など）はオープニング時またはエンディング時以外は出ていない。

## ゆりかもめ東京臨海新交通臨海線 車内アナウンス
ゆりかもめでは、フジテレビアナウンサーによる車内アナウンスが、2008年3月30日までの期間限定で放送されていた。
| 駅番号                                                                              | 駅名                                                            | 車内放送担当アナウンサー |
| ----------------------------------------------------------------------------------- | --------------------------------------------------------------- | ------------------------ |
| U-01                                                                                | 新橋駅                                                          | 本田朋子                 |
| U-02                                                                                | 汐留駅                                                          | 島田彩夏                 |
| U-03                                                                                | 竹芝駅                                                          | 遠藤玲子                 |
| U-04                                                                                | 日の出駅                                                        | 松尾翠                   |
| U-05                                                                                | 芝浦ふ頭駅                                                      | 宮瀬茉祐子               |
| この間でレインボーブリッジを渡る 車内では本田朋子による代表者挨拶を放送（12月まで） |                                                                 |                          |
| U-06                                                                                | お台場海浜公園駅                                                | 武田祐子                 |
| U-07                                                                                | 台場駅                                                          | 春日由実                 |
| U-08                                                                                | 船の科学館駅 （2019年3月16日より 東京国際クルーズターミナル駅） | 生野陽子                 |
| U-09                                                                                | テレコムセンター駅                                              | 大島由香里               |
| U-10                                                                                | 青海駅                                                          | 中村仁美                 |
| U-11                                                                                | 国際展示場正門駅 （2019年3月16日より 東京ビッグサイト駅）       | 平井理央                 |
| U-12                                                                                | 有明駅                                                          | 斉藤舞子                 |
| U-13                                                                                | 有明テニスの森駅                                                | 山本麻祐子               |
| U-14                                                                                | 市場前駅                                                        | 高橋真麻                 |
| U-15                                                                                | 新豊洲駅                                                        | 中野美奈子               |
| U-16                                                                                | 豊洲駅                                                          | 高島彩                   |

- 本田は豊洲行きの車両で新橋・有明両駅の、高島は新橋行きの車両で豊洲・有明両駅の発車前アナウンスも担当。

## スタッフ
- 構成：酒井健作、岐部昌幸、安部裕之
- アドバイザー：松尾紀子、佐藤里佳
- 美術P：古江学
- セットデザイン：齋田崇史
- 美術進行：内山高太郎
- 大道具：卜部徹夫
- アクリル装飾：斉藤祐介
- 電飾：日下信二
- メイク：對間晶子
- 衣装：山田斉
- 特効：小熊雅樹
- CGディレクター：鈴木鉄平
- タイトルロゴ：久保田幸
- 手書きタイトル：山形憲一
- TD・SW：坂本淳一
- CAM：横山大輔
- VE：大塚高矢
- AUD：元山拓巳
- 照明：小林敦洋
- VTR編集：榎本祐紀、吉川豪、檜山勉
- MA：足達健太郎
- 音響効果：斉藤信之、上野大
- TK：星美香
- 編成：吉田豪
- 広報：為永佐知男
- デスク：佐熊礼子
- ディレクター：石武士、小林智武、麻生裕久、加藤智章
- 演出：蜜谷浩弥
- プロデューサー：坪井貴史
- チーフプロデューサー：清水宏泰／宮道治朗
- 技術協力：八峯テレビ、IMAGICA
- 制作：フジテレビバラエティ制作センター
- 制作著作：フジテレビ